# Levkovîțkîi Mlînok, Ovruci
Levkovîțkîi Mlînok (în ucraineană Левковицький Млинок) este un sat în comuna Levkovîci din raionul Ovruci, regiunea Jîtomîr, Ucraina.

## Demografie
Componența lingvistică a localității Levkovîțkîi Mlînok
     Ucraineană (100%)
Conform recensământului din 2001, toată populația localității Levkovîțkîi Mlînok era vorbitoare de ucraineană (100%).